# Alice Davies
Alice Davies (1870 - viva en 1919)[cita requerida]) fue una sufragista y enfermera británica. Fue encarcelada por protestar por el derecho al voto de las mujeres rompiendo ventanas, se declaró en huelga de hambre y recibió la Medalla de Huelga de Hambre de la Unión Social y Política de Mujeres 'al Valor'.

## Trayectoria y activismo

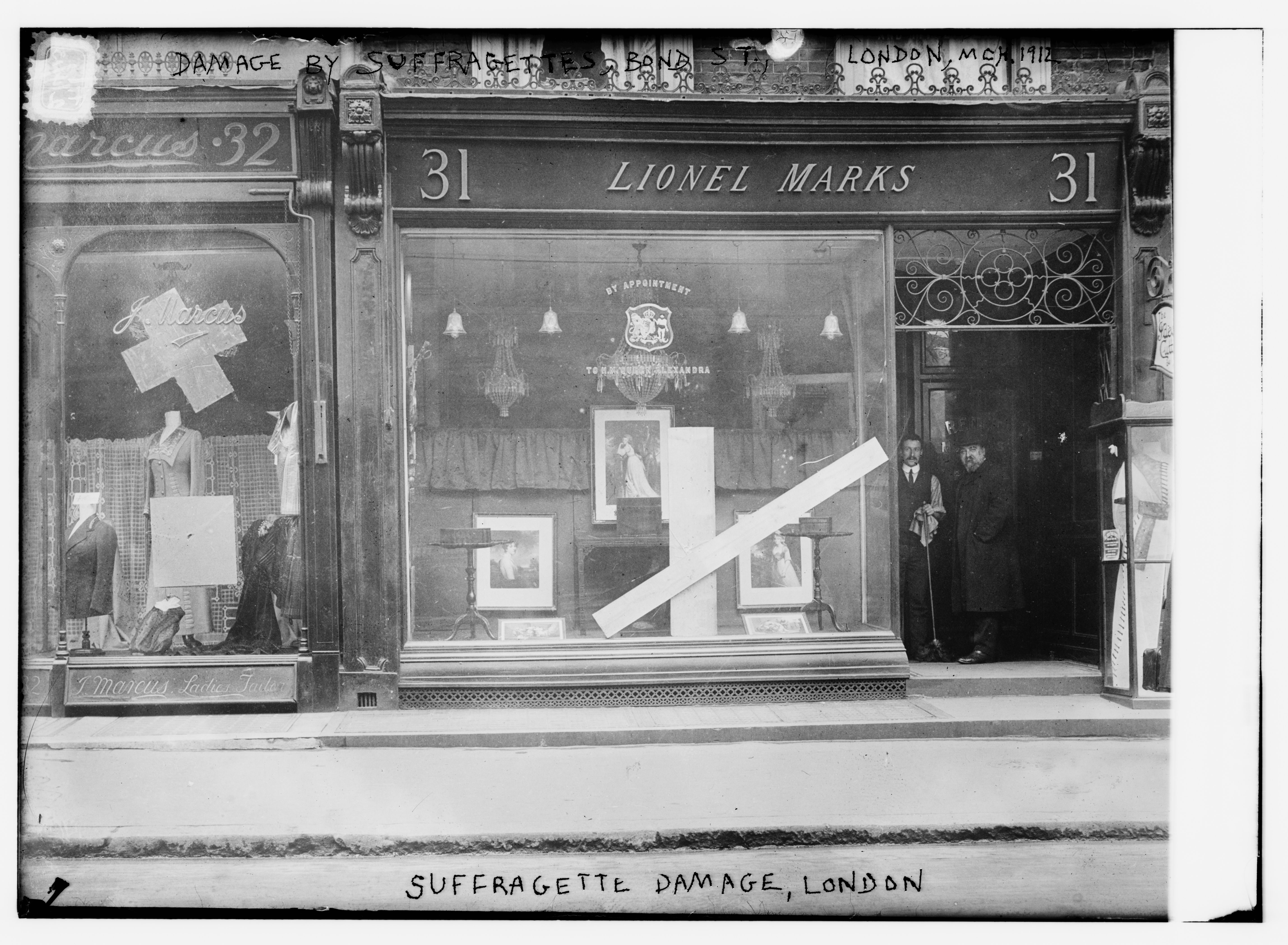
Ventanas dañadas Tiendas de Bond Street

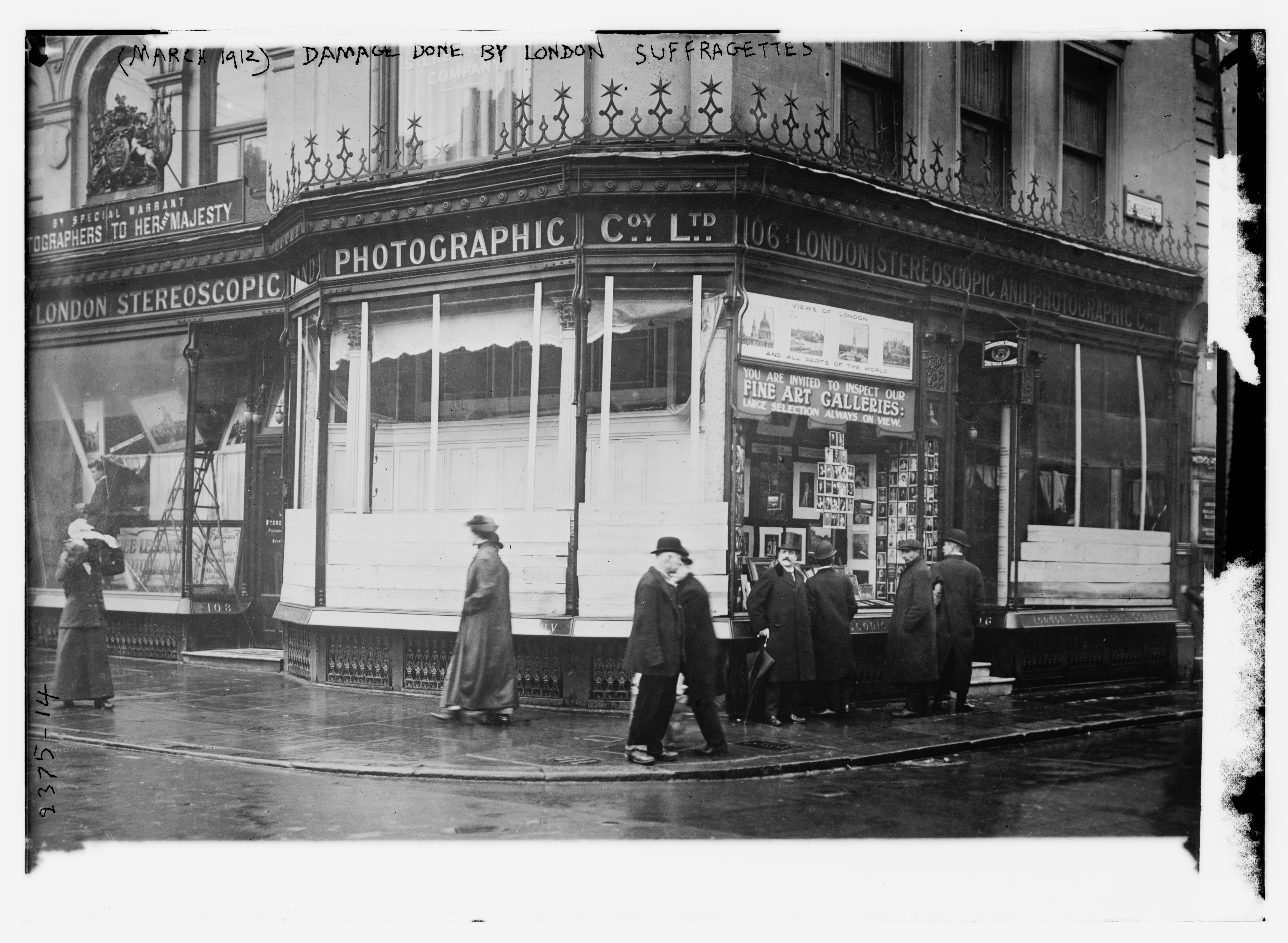
ventanas dañadas por sufragistas

Nacido en 1870[cita requerida] en Liverpool, tenía al menos un hermano,[cita requerida] que más tarde tuvo un hijo, Frederick Lesley Stuart Davies, que perteneció al Cuerpo de Ciclismo del Ejército de la Primera Guerra Mundial.
Alice Davies se unió a la Unión Social y Política de Mujeres (WSPU por sus siglas en inglés) para protestar a favor del derecho al voto de las mujeres. Davies se convirtió en la organizadora de la delegación de la WPSU de Liverpool desde junio de 1910 hasta septiembre de 1912, tratando de cambiar el enfoque de las cuatro delegaciones en el área para realizar más eventos grandes en interiores y funciones sociales, lejos de las frecuentes reuniones callejeras fuera de las fábricas y otros más pequeños 'En casa' en áreas más prósperas que ya existían antes de que llegara ella. Los grupos en el lado de Cheshire del Mersey continuaron los eventos callejeros con oradoras de Liverpool y de otros lugares, y desde noviembre de 1910 la WSPU había atenuado su militancia por un período. A la delegación no le fue bien durante ese tiempo con una caída de más de £ 18 en ganancias anuales por ventas de material escrito a poco más de 19 chelines (menos de £ 1), ya que se convirtió en un lugar más exclusivo para sus propios miembros. Como la mayor parte de la literatura sufragista se había vendido en reuniones callejeras para difundir el mensaje sobre el "voto de las mujeres" entre el público, el cambio en la gestión puede ser resultado de las oportunidades perdidas para aumentar el apoyo a la causa. Davies organizó Campañas Navideñas en el Distrito de los Lagos, y utilizó a Vida Goldstein y Beatrice Harraden, del movimiento nacional, para apoyar esto. En 1911, Davies escribía para alentar a las miembros locales a unirse a una delegación en Londres para intentar hablar con el primer ministro Lloyd-George el 21 de noviembre.
Durante 1912, Davies fue una de las doscientas mujeres arrestadas durante una protesta que tuvo lugar el 1 y 4 de marzo de 1912, en lo que supuso una segunda ola de protestas rompiendo ventanas en la rica zona comercial de Londres, el West End, en Knightsbridge, Kensington y Chelsea. Esto tuvo lugar al mismo tiempo que el Parlamento estaba debatiendo un proyecto de ley de conciliación (que debía haber dado a algunas mujeres el derecho al voto, pero no fue aprobado).
Davies declaró durante su juicio que "las mujeres estaban decididas a luchar por los mismos derechos humanos de los que disfrutan los hombres. Que estaban cansadas de ser tratadas como extraterrestres y que continuarían su lucha hasta que alcanzaran su objetivo.”
Davies fue condenada a tres meses de prisión y se declaró en huelga de hambre. Mientras estuvo fuera, la WSPU de Liverpool continuó y los miembros eligieron a Patricia Woodlock como organizadora temporal de la rama.
En reconocimiento al sufrimiento de Davies en prisión, la WSPU le otorgó una Medalla de huelga de hambre 'al valor' diseñada por Christabel Pankhurst, con la cinta con los colores del movimiento: verde, blanco y morado, que representa 'esperanza, pureza y dignidad' y fechada el 4 de marzo de 1912.

La caja de presentación tenía la siguiente inscripción:
ALICE DAVIES - POR LA UNIÓN SOCIAL Y POLÍTICA DE MUJERES EN RECONOCIMIENTO DE UNA ACCIÓN VALIENTE, MEDIANTE LA CUAL SOPORTANDO HASTA EL ÚLTIMO EXTREMO DEL HAMBRE Y LAS DIFICULTADES, SE VINDICÓ UN GRAN PRINCIPIO DE JUSTICIA POLÍTICA.
El registro del Archivo Nacional tiene listas que enumeran a las que fueron encarceladas y luego indultadas cuando la WSPU interrumpió la militancia al comienzo de la Primera Guerra Mundial; ella figuraba allí como Alice 'Davis', pero el registro establece que se creó a partir de recuerdos posteriores de activistas sufragistas y no de documentos originales de la prisión o de la corte.

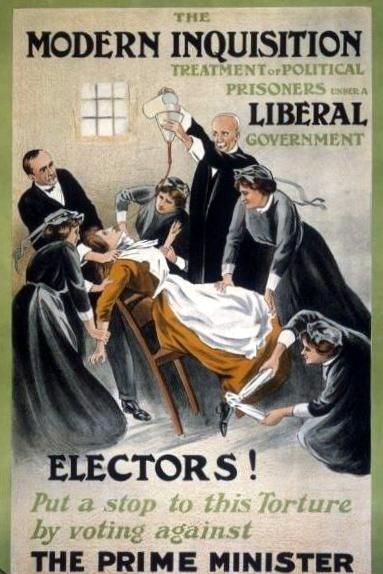
Cartel político contra la alimentación forzada de las mujeres en huelga de hambre

Las mujeres encarceladas que hacían huelga de hambre eran frecuentemente alimentadas a la fuerza y, a pesar de no ser tratadas como 'prisioneras políticas', se apoyaban unas a otras, en todo lo que podían.
Un ejemplo de esto en el que participó Davies en la prisión de Holloway fue la creación por parte de sesenta y ocho mujeres de lo que se conoció como El pañuelo de la sufragista: bordaban en secreto su nombre, iniciales o firma completa en una pieza común de tela, justo bajo la mirada de los guardianes de la prisión (probablemente en el patio de ejercicios), que sacó de la prisión de contrabando Mary Ann Hilliard y pueden contemplarse en The Priest House Museum, West Hoathly con artículos similares; también es posible consultarlo on-line.
A su regreso a Liverpool, Davies pudo haber dudado de las habilidades de su equipo, por lo que organizó una reunión de campaña en el Sun Hall, Liverpool, junto con otras dos organizaciones (la NUWSS y la Conservative and Unionist Women's Franchise Association (CUWFA)), por primera vez, además de establecer relaciones con la Liga de Hombres por el Sufragio de la Mujer local y la Liga de la Iglesia de reciente desarrollo, pero la publicidad se centró en el papel de la CUWFA. Davies también organizó una visita de Emmeline Pankhurst al Hardman Hall, sobre el que se informó en Votes for Women, en febrero de 2012.
La Dra. Alice Ker habla cariñosamente de Davies, de su tiempo juntas en Holloway, y de qué Davies le dio una 'bienvenida' y una fiesta en el jardín apropiadas y discretas, en lugar de los grandes eventos públicos celebrados con motivo de la liberación de Patricia Woodlock y otras. Parece que Davies se mudó del área después de la siguiente campaña de verano en el Distrito de los Lagos, a Londres. Se había unido a la Women's Tax Resistance League, y tuvo que subastar dos candelabros de plata para pagar los impuestos impagados, lo que celebraron con una pequeña procesión a Grosvenor Gardens y discursos, encabezados por la fundadora de la organización, Anne Cobden-Sanderson.
Davies se convirtió en Hermana Enfermera en Westminster, y sirvió en el Servicio de Enfermería Militar Imperial de la Reina Alexandra (durante la Primera Guerra Mundial) pero no aparece en registros clave posteriores de sufragistas ni los movimientos por los derechos de las mujeres. Existe constancia de una carta que escribió a su sobrino Frederick Lesley Stuart Davies, un soldado raso del Cuerpo de Ciclistas del Ejército, del King's Liverpool Regiment y Loyal North Lancashire Regiment, que fue dado de baja por lesiones en 1919.
Se desconoce la fecha de la muerte de Davies.[cita requerida]